# 망우터널
망우터널(忘憂터널)은 서울특별시 중랑구와 경기도 구리시 사이에 위치하며, 양원역과 구리역을 잇는 중앙선의 터널이다. 망우역과 동교역 사이에 있던 기존 터널 대신 중앙선 복선 전철화 관계로 이설되어 생성되었다. 망우역과 동교역을 잇던 기존 중앙선의 터널은 구능터널이었으며, 지도에서 "망우리굴" 또는 "큰망우리굴"로 표기가 되었다.
일제강점기 때 건설되어 유일하게 원형을 보존하고 있는 터널로써 보존 가치가 있음을 인정받아 2013년 서울 미래유산으로 등재 됐다.

## 구간
| 현 중앙본선                                         | 구 중앙본선                                               |
| --------------------------------------------------- | --------------------------------------------------------- |
| 망우역                                              |                                                           |
| 양원역                                              | (망우역 ~ 구능터널 구간)                                  |
| 망우터널                                            | 구능터널 (지도에서 망우리굴 또는 큰망우리굴로 표기되었음) |
| 망우터널                                            | 동교역                                                    |
| 구리역 (구 중앙본선 구간을 개량한 후 역사를 지었음) |                                                           |